# Грабанина
Грабани́на (пол. Grabanina, русин. Грабивниця) — село в Польше, находящееся на территории гмины Новы-Жмигруд Ясленского повята Подкарпатского воеводства.

## География
Возле села протекает река Ивелька.

## История
После Второй мировой войны часть жителей села, которые были лемками, перебралась на Украину и поселилась в районе Львова и Тернополя. Остальная часть жителей была переселена в 1947 году на западные территории Польши во время операции «Висла».